# Hautefontaine
Hautefontaine település Franciaországban, Oise megyében. Lakosainak száma 347 fő (2022. január 1.). Hautefontaine Montigny-Lengrain, Mortefontaine, Chelles, Courtieux, Croutoy és Jaulzy községekkel határos.

## Népesség
A település népességének változása:
| Lakosok száma | 270  | 311  | 342  | 335  | 336  | 334  | 339  | 343  | 347  |
|               | 2013 | 2015 | 2016 | 2017 | 2018 | 2019 | 2020 | 2021 | 2022 |